# Sasu Ripatti
Sasu Ripatti, noto anche con lo pseudonimo di Vladislav Delay (Oulu, 1976), è un musicista e disc jockey finlandese.

## Biografia
Dopo aver composto il suo primo materiale a cavallo fra il 1996 e l 1997 (pubblicato nell'album Kemiroski e attribuito a Conoco), pubblica l'EP d'esordio Kind of Blue nel 1998 e l'album in studio Ele (1999) adottando l'alias Vladislav Delay, considerato il suo alias più rappresentativo (riferendosi a esso, il musicista ha infatti dichiarato che "Per molti Sasu Ripatti è Vladislav Delay").. In seguito alla distribuzione di altri due album, Multila ed Entain, entrambi usciti nel 2000, Delay intraprende il progetto Luomo con Vocalcity (2000). Durante la propria carriera, Ripatti ha collaborato con numerosi musicisti che includono, AGF (ovvero Antye Greie-Fuchs, divenuta anche sua compagna nella vita e con la quale ha avuto una figlia nata nel 2006), il Moritz Von Oswald Trio, un progetto fondato nel 2009 e composto da Moritz von Oswald (sintetizzatori) e Max Lauderbauer dei Sun Electric (piano elettrico e sintetizzatori) in cui suonò le percussioni e il Vladislav Delay Quartet, composto da Mika Vainio dei Pan Sonic (apparecchiature elettroniche), Lucio Capece (clarinetto basso e sax soprano) e Derek Shirley (basso). Ripatti ha inoltre partecipato a innumerevoli concerti (ne organizza all'incirca quaranta all'anno).

## Stile musicale
Sebbene cambiata di album in album, la musica di Ripatti è generalmente ispirata all'ambient, al dub, alla musica glitch, alla musica house e al free jazz, e si caratterizza per le sonorità che sono state definite "calde". Tuttavia, a ciascuno dei suoi tanti pseudonimi corrisponde un preciso progetto musicale con caratteristiche peculiari. Adottando il nome Vladislav Delay, Ripatti ha proposto un repertorio distinto da sonorità dimesse, ritmiche sfuggenti e influenze che spaziano dall'ambient, alla microhouse e al dub-techno. Collaborando con AGF nel progetto AGF/Delay, il suo sound diviene cupo, ritmico, ed accompagnato da testi esistenziali (cantati da AGF) rivolti all'umanità, alla tecnologia, e più in generale alla società contemporanea. Nel Moritz Von Oswald Trio diviene artefice di una musica fortemente sperimentale, improvvisata, e dove tappeti ritmici rarefatti, alternati ad atmosfere tribali, sostengono sonorità dub, mentre nel Vladislav Delay Quartet, probabilmente il progetto più distante dagli standard di Ripatti, le strumentazioni elettroniche vengono in parte rimpiazzate da arrangiamenti percussivi e cupe sonorità jazz. Adottando altri pseudonimi, Ripatti ha proposto uno stile "i cui bassi rotondi e morbidi, accompagnati dalla ritmica diretta del 4/4, rievocano un'atmosfera simile a una candela a lenta combustione mantenuta accesa fino al sublime" (Uusitalo) cimentandosi anche nella musica house (Luomo).

## Discografia

### Album

#### Come Vladislav Delay
- Rakka Ⅱ (2021)
- Rakka (2020)
- Untitled - Circa 2014 (2018)
- Visa (2014)
- Kuopio (2012)
- Vantaa (2011)
- Tummaa (2009)
- Whistleblower (2007)
- The Four Quarters (2005)
- Demo(n) Tracks (2004)
- Naima (2002)
- Anima (2001) (rimasterizzato ed espanso nel 2008)
- Multila (2000) (secondo pubblicazione nel 2007)
- Entain (2000)
- Ele (1999)

#### Come Sistol
- On the Bright Side (2010)
- Sistol (1999)

#### Come Uusitalo
- Karhunainen (2007)
- Tulenkantaja (2006)
- Vapaa Muurari (2000)

#### Come Luomo
- Plus (2011)
- Convivial (2008)
- Paper Tigers (2006)
- The Kick (2004), con Domenico Ferrari
- The Present Lover (2003)
- Vocalcity (2000)

#### Come Bright People
- Bright People (1996)

#### Con i Vladislav Delay Quartet
- Vladislav Delay Quartet (2011)

#### Come AGF/Delay
- Symptoms (2009), con AGF
- Explode (2005), con AGF

#### Con The Dolls
- The Dolls (2005) con AGF e Craig Armstrong

#### Con Moritz von Oswald Trio
- Fetch (2012)
- Horizontal Structures (2011)
- Live In New York (2010)
- Vertical Ascent (2009)

### Singoli
- Espoo EP (2012)
- Latoma EP (2011)
- Tessio Remixes (2009), come Luomo
- Love You All (2008), come Luomo, con Apparat
- Really Don't Mind (2006), come Luomo
- The Kick (2004), come Luomo, con Domenico Ferrari
- What's Good (2004), come Luomo
- Demo(n) Cuts EP (2004)
- Running Away (2003), come Luomo, con Raz Ohara
- Waltz For Your Eyes (2003), come Luomo
- Tessio (2003), come Luomo
- Diskonize Me (2002), come Luomo
- Tessio (Remixes) (2001), come Luomo
- Carter (2001), come Luomo
- Native (2000), come Luomo
- Livingston (2000), come Luomo
- Kemikoski (2000), come Conoco
- Ranta (2000)
- Helsinki/Suomi (1999)
- Huone (1999)
- The Kind of Blue EP (1997)

## Colonne sonore
- Borg McEnroe, regia di Janus Metz Pedersen (2017)